# (2213) Meeus
(2213) Meeus (1935 SO1) – planetoida z pasa głównego asteroid okrążająca Słońce w ciągu 3,26 lat w średniej odległości 2,2 au. Odkryta 24 września 1935 roku.